# Jim Guthrie
Jim Guthrie (Gadsden (Alabama), 13 september 1961) is een voormalig Amerikaans autocoureur.
Guthrie reed tussen 1996 en 1998 vijftien races in de Indy Racing League. Hij won in zijn korte carrière één race, op de Phoenix International Raceway in 1997. Hij won met een twaalfde plaats in de eindstand van 1997 de trofee rookie van het jaar. In 2005 richtte hij het Guthrie Meyer Racing team op, dat deelnam aan het Indy Lights kampioenschap. Rijders voor het team waren onder meer zijn zoon Sean (2006 tot 2009) en Arie Luyendyk jr. in 2007. Het team werd in april 2009 voor onbepaalde tijd geschorst door de Indy Lights organisatie.